# Лбово
Лбово (пол. Łbowo) — село в Польщі, у гміні Червінськ-над-Віслою Плонського повіту Мазовецького воєводства.
Населення — 123 особи (2011).
У 1975-1998 роках село належало до Плоцького воєводства.

## Демографія
Демографічна структура станом на 31 березня 2011 року:
|          | Загалом | Допрацездатний вік | Працездатний вік | Постпрацездатний вік |
| -------- | ------- | ------------------ | ---------------- | -------------------- |
| Чоловіки | 65      | 21                 | 41               | 3                    |
| Жінки    | 58      | 14                 | 30               | 14                   |
| Разом    | 123     | 35                 | 71               | 17                   |